# Marianne Hardy
Pour les articles homonymes, voir Hardy.
Marianne Hardy, née Huguette Pélardy le 11 août 1915 à Elbeuf (Seine-Maritime) et morte le 18 février 2013 à Bormes-les-Mimosas (Var), est une actrice française.

## Filmographie
- 1935 : La Kermesse héroïque de Jacques Feyder
- 1935 : Les Beaux Jours de Marc Allégret
- 1942 : La Maison des sept jeunes filles d'Albert Valentin : Roberte
- 1946 : Les Malheurs de Sophie de Jacqueline Audry
- 1946 : Vive la liberté de Jeff Musso
- 1948 : Une grande fille toute simple de Jacques Manuel
- 1949 : Entre onze heures et minuit d'Henri Decoin : Marie-Louise
- 1952 : Mon curé chez les riches d'Henri Diamant-Berger : Eugénie
- 1956 : Mon curé chez les pauvres d'Henri Diamant-Berger
- 1963 : Le Vice et la Vertu de Roger Vadim
- 1980 : Fantômas (série télé), épisode L'Étreinte du diable de Juan Luis Buñuel

## Théâtre
- 1942 : Le Bout de la route de Jean Giono, Théâtre des Noctambules
- 1944 : Un Don Juan de Michel Aucouturier, mise en scène Jean Darcante, Comédie des Champs-Élysées
- 1948 : Prosper d'après Lucienne Favre, mise en scène Gaston Baty, Théâtre de la Renaissance
- 1952 : Comme tu me veux de Luigi Pirandello, théâtre Charles de Rochefort, mise en scène Raymond Gérôme
- 1958 : Coups de pouce de Bernard Frangin, mise en scène Alfred Pasquali, Théâtre des Célestins